# Historiografische Metafiktion
Historiografische Metafiktion ist ein Begriff, der 1988 von der Literaturwissenschaftlerin Linda Hutcheon geprägt wurde, um ein neues Genre des postmodernen historischen Romans zu beschreiben, das sich seit den 1960er Jahren großer Beliebtheit erfreute.
Im Gegensatz zum klassischen historischen Roman, der von Walter Scott geprägt ist, zeichnet sich die historiografische Metafiktion durch den starken Einsatz von metafiktionalen Mitteln aus. Die Möglichkeit historischen Wissens wird dabei stark hinterfragt. Oft geschieht dies dadurch, dass die Grenzziehung zwischen Fiktion und Geschichtsschreibung verwischt wird; indem die historiografische Metafiktion ihre eigene Fiktionalität herauskehrt und problematisiert, stellt sie die Möglichkeit der neutralen Geschichtsschreibung per se in Frage.
Häufig eingesetzte Stilmittel in diesem Prozess sind etwa Reflexionen über die Eigenschaften von Geschichte, die in den Roman eingebaut werden, Anachronismen, die in der Erzählung auftauchen und die Illusion durchbrechen, oder sehr unsichere Erzählsituationen, die den Leser dazu herausfordern, gegebene Informationen zu hinterfragen. Historische Figuren, die in diesen Romanen auftreten, sind meist erkennbar stark fiktionalisiert. Pastiche und Parodie sind zentrale Stilmittel bei der Figurendarstellung.
Beispiele für Romane, die dieser Gattung zugerechnet werden, sind etwa John Fowles’ Die Geliebte des französischen Leutnants, Salman Rushdies Mitternachtskinder, Michael Ondaatjes Der englische Patient oder Thomas Pynchons Mason & Dixon.